# キタカタグロミドリカスミカメ
キタカタグロミドリカスミカメ（Cyrtorhinus caricis）は、カスミカメムシ科の一種。南端をのぞくヨーロッパから、シベリア、中国、朝鮮半島、日本といった旧北区に加え、北アメリカに生息している 。